# Cleveland Pipers
I Cleveland Pipers sono stati una franchigia di pallacanestro della National Industrial Basketball League e della American Basketball League (1961-1963) (ABA), con sede a Cleveland.

## Stagioni
| Stagione | Lega | Denominazione    | V  | P  | %    | Piazzamento | Play-off |
| -------- | ---- | ---------------- | -- | -- | ---- | ----------- | -------- |
| 1961-62  | ABL  | Cleveland Pipers | 24 | 18 | 57,1 | 1º          | Campioni |

## Palmarès
- National Industrial Basketball League: 1

1961
- American Basketball League (1961-1963): 1

1962